# Praon artemisaphis
Praon artemisaphis är en stekelart som beskrevs av Smith 1944. Praon artemisaphis ingår i släktet Praon och familjen bracksteklar. Inga underarter finns listade i Catalogue of Life.